# Neotheronia submarginata
Neotheronia submarginata är en stekelart som beskrevs av Krieger 1905. Neotheronia submarginata ingår i släktet Neotheronia och familjen brokparasitsteklar. Inga underarter finns listade i Catalogue of Life.